# 김성정
김성정(1999년 6월 15일 ~ )은 대한민국의 뮤지컬 배우다. 2021년 뮤지컬 '하데스타운'으로 데뷔했다.

## 방송
- 빌드업 : 보컬 보이그룹 서바이벌 (2024) - Top40

## 드라마
- 2025년 넷플릭스 드라마 약한영웅class2 -최유준 역
- 2025년 tvN 월화드라마 견우와 선녀 - 김진웅 역

## 공연
- 하데스타운 (2021)
- 웨스트 사이드 스토리(WEST SIDE STORY) (2022)